# Somerville College
Somerville College is een van de 39 constituerende colleges van de Universiteit van Oxford in het Verenigd Koninkrijk. Het was een van de eerste twee women's colleges van Oxford en het eerste dat vrouwen gekwalificeerde examens aanbood. Het college heeft een indrukwekkende lijst van alumni die onder andere veel hebben betekend voor de vrouwenemancipatie. Naast vele feministen behoren hierbij onder anderen Margaret Thatcher (de eerste vrouwelijke premier van het Verenigd Koninkrijk), Indira Gandhi (de eerste vrouwelijke premier van India), Dorothy Hodgkin (de eerste Britse die een Nobelprijs won), Cornelia Sorabji (de eerste vrouwelijke advocaat van India) en de schrijfsters Vera Brittain, A.S. Byatt, Nicole Krauss, Iris Murdoch en Dorothy L. Sayers. Tegenwoordig is 50% van de studenten mannelijk. Het college heeft een uitmuntende reputatie en een buitengewoon hoge studententevredenheid binnen de colleges van Oxford.
Het college staat bekend om zijn vriendelijke, liberale atmosfeer, de verscheidenheid aan architectuur (het bezit vijf Grade II-gebouwen) en zijn grote bibliotheek. Tussen 2006 en 2018, het totaal aantal schenkingen steeg van £44,5 miljoen naar £80,615 miljoen. De totale omzet in 2018 was £224,951 miljoen, waarmee Somerville de op zeven na rijkste undergraduate college is van Oxford.
Somerville College ligt in de populaire uitgaanswijk Jericho, aan de rand van het centrum. Het bevindt zich in de zogenaamde Radcliffe Observatory Quarter en de Science Area van de universiteit, waardoor veel departementen en faculteiten zich rondom het college bevinden. Het is gelegen aan de zuidkant van Woodstock Road tegenover het Language Centre, met Little Clarendon Street naar het zuiden en Walton Street naar het westen, waar de Oxford University Press en de Blavatnik School of Government zijn gevestigd. Het college ligt naast het Green Templeton College, de Radcliffe Observatory en de Oxford Oratory. Het ligt tevens dicht bij het administratieve centrum van de universiteit aan Wellington Square, Keble College, St Anne's College, St Benet's Hall, St Antony's College en de St Giles' Church aan de St Giles'. De universiteitsparken bevinden zich iets ten oosten van het college en de uiterwaard Port Meadow iets ten westen.
Het zustercollege in Cambridge is Girton College, het eerste college in Groot-Brittannië voor vrouwelijke studentes.

## Geschiedenis
In juni 1878 werd de Association for the Higher Education of Women opgericht, in de hoop in Oxford een college voor vrouwen op te richten. Bisschop Edward Talbot wilde een Anglicaanse instelling en richtte in 1878 Lady Margaret Hall op. De progressieve liberaal Thomas Hill Green en Walter Pater wilden echter een college zonder religieuze denominatie en richtten in 1879 Somerville Hall op, waarmee Somerville het eerste niet-confessionele college van de universiteit was. Het college is vernoemd naar Mary Somerville, een Schotse wetenschapster die een aantal belangrijke boeken schreef en vertaalde. Somerville College en Lady Margaret Hall openden hun deur voor studentes in 1879. De eerste 21 studentes (12 van Somerville, 9 van Lady Margaret Hall) woonden lezingen bij boven een bakkerij in Oxford.
In april 1915, ten tijde van de Eerste Wereldoorlog, werd Somerville College door het War Office in gebruik genomen als ziekenhuis. Vera Brittain, destijds een studente aan Somerville, schreef over de ‘the excitement of the Somerville students of their changed circumstance.’ Aangezien het ziekenhuis steeds voller werd, werden er op een gegeven moment alleen officieren geholpen. Onder andere Robert Graves en Siegfried Sassoon zijn in Somerville College geholpen. Zowel Graves als Sassoon schreven over hun tijd in Somerville Hospital. Graves schreef over zijn verblijf: I enjoyed my stay at Somerville. The sun shone, and the discipline was easy. De studenten werden overgeplaatst naar Oriel College. Toen de studenten in 1919 nog steeds niet waren teruggeplaatst in Somerville College, brak er een rel uit onder de (mannelijke) studenten van Oriel, die de 'Oriel raid' wordt genoemd.
Mannelijke studenten werden voor het eerst toegelaten in 1994, waarvan alumna Margaret Thatcher geen voorstander was.

## Faciliteiten

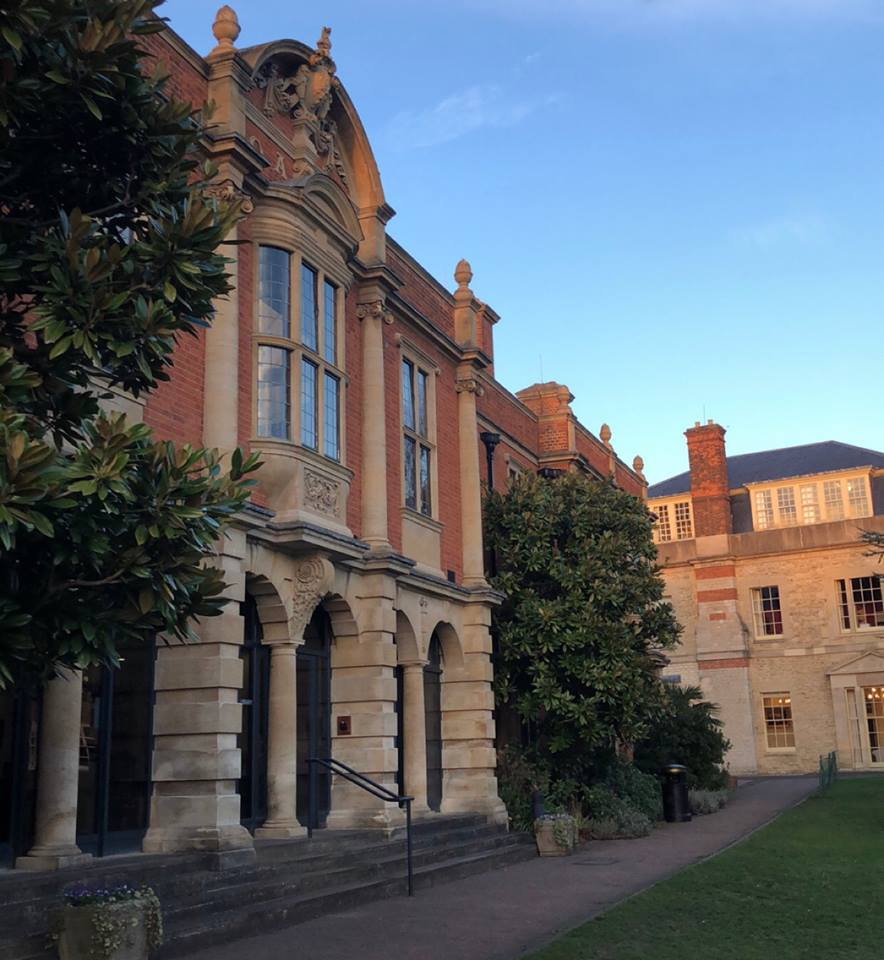
Somerville College Library

De bibliotheek, de Somerville College Library, bevat de boekencollectie van de filosoof en vrouwenrechtenactivist John Stuart Mill. Ook John Ruskin en William Morris schonken werken aan deze bibliotheek. Het is de grootste bibliotheek van alle colleges van de Universiteit van Oxford en scoort met 100% het hoogst van alle colleges bij de jaarlijkse tevredenheidsenquêtes. Het college is ook in bezit van de Mary Somerville Collection, met brieven van Mary Somerville, Ada Lovelace en Charles Babbage, die bewaard wordt in de Bodleian Library.
Somerville College Chapel, de kapel van het college, komt uit 1935 en fungeert als repetitieruimte voor het wereldberoemde koor van het college (het koor van Somerville College), een van de beste koren van Oxford. De geschiedenis, architectuur en kunstwerken van de kapel geven waardevolle inzichten in de religieuze, intellectuele en culturele wortels van wat later een wereldwijde norm zou worden.
Het college heeft tevens een sportschool en een bar (The Terrace), waar het collegedrankje "Stone-cold Jane Austen" wordt geserveerd (bestaande uit alcopop, Southern Comfort en Magners cider). Ook heeft het college zijn eigen 'Somerville wijn'.
Somerville College huist het Oxford India Centre en was de hoofdvestiging van de Global Ocean Commission.

## Studentenleven

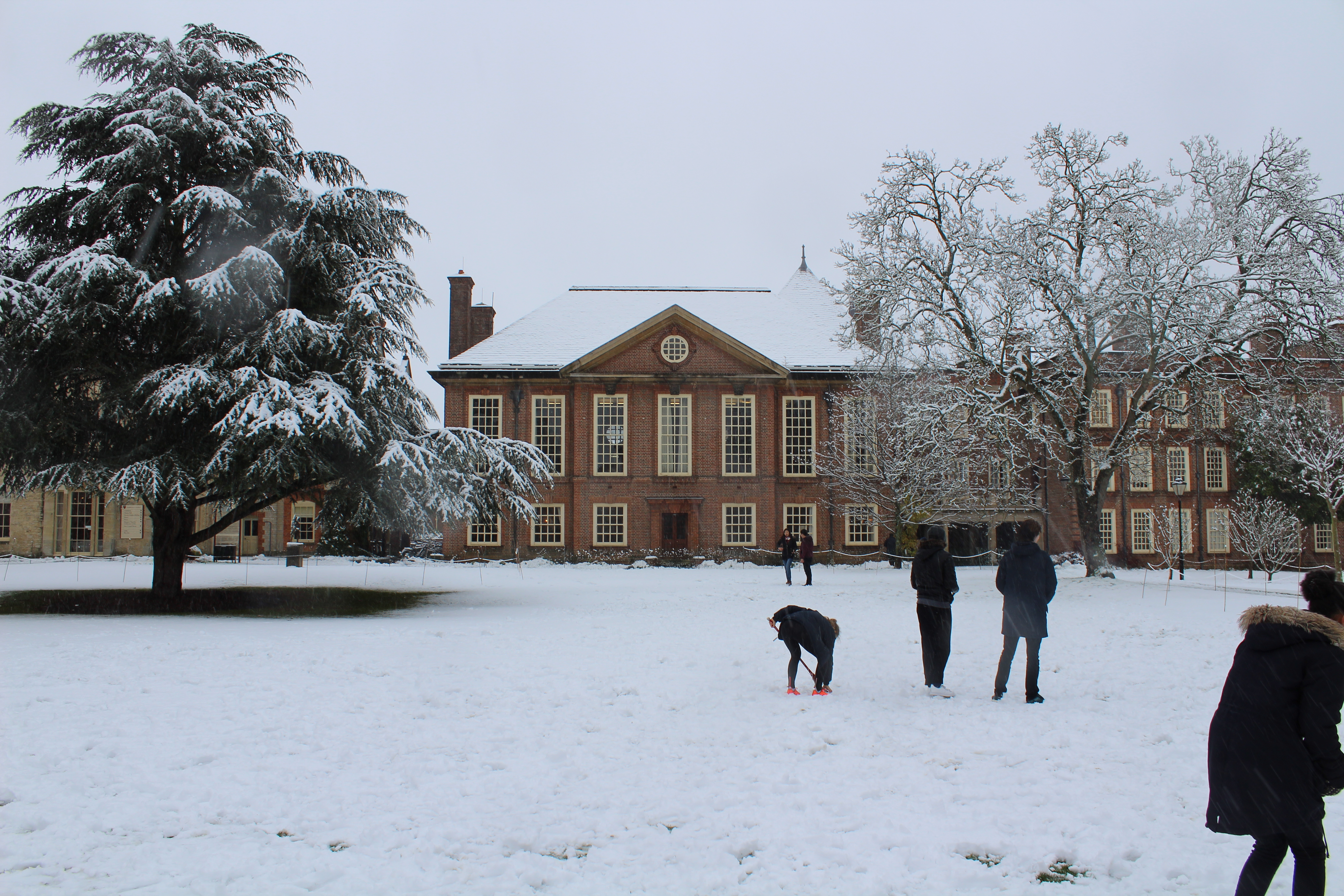
Somerville in de sneeuw, anno 2017

De maaltijden in de hall (eetzaal) zijn gekozen tot de beste van de universiteit. Om de drie jaar organiseert Somerville College een groot bal met Jesus College. De kleuren van het college zijn rood en zwart, die veel terug te vinden zijn bij gelegenheden, zoals een jaarlijks diner waarbij al het eten rood en zwart gekleurd is, en bij sportclubs.
De vrouwenroeiclub van Somerville is de meest succesvolle vrouwenroeiploeg van de universiteit, met het meest aantal keren Women's Head of the River in zowel de Eights Week-races als de Torpids-races.
Somerville is een van de drie colleges van Oxford dat accommodatie in het college garandeert voor alle bachelorstudenten.
Er mag, in tegenstelling tot de andere colleges, gelopen worden op het gras. In de tuinen van het college, circa 500 m2 in oppervlakte, staan een door Harold Macmillan geplante boom en de voor Somerville iconische kogeldistels. Er groeien onder andere salie, alanten, steenbreek, wonderbomen, Osteospermum, Pelargonium, lavendel, blauweregen, passiebloem, vlambloemen en anjers. Er is een speciaal Alpien bloembed en een blauw bloembed ter ere van blauwkouzen. Ook worden er jaarlijks 1200 rode en 'zwarte' tulpen geplant.

## India

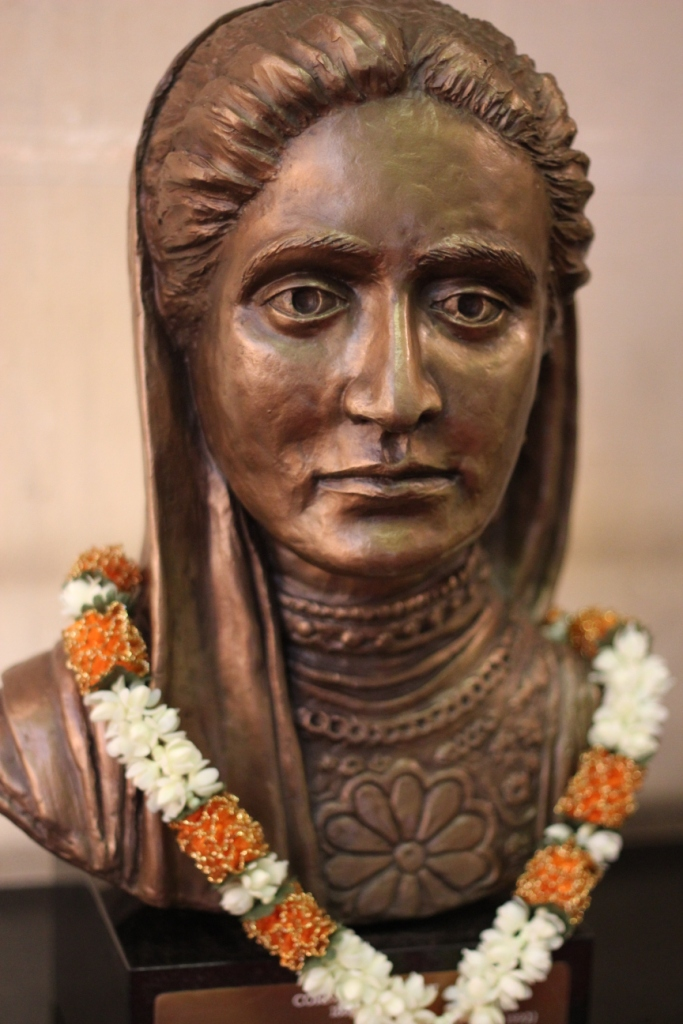
Cornelia Sorabji, Engelands eerste Indiase studente

Somerville College speelt een grote rol in de relatie tussen Oxford en India. Alumna Cornelia Sorabji was in 1889 de eerste Indiase studente aan een Britse universiteit en in 1937 kwam Indira Gandhi geschiedenis studeren aan het college. Ook Radhabai Subbarayan, het eerste vrouwelijke lid van de Rajya Sabha (het Indiase hogerhuis) studeerde aan Somerville College.
In 2013 tekende het college een contract voor de bouw van het Indira Gandhi Centre for Sustainable Development, dat in 2017 een bedrag van £19 miljoen ontving. Op de honderdste verjaardag van Indira Gandhi, een alumna van het college, moest het centrum worden voltooid. De totale investeringskosten uit India zijn £3 miljoen en van het college en de universiteit £5,5 miljoen. De taken van het centrum zijn onder andere onderzoek naar voedselveiligheid en milieubewustzijn. De naam is in 2017 veranderd naar het Oxford India Centre for Sustainable Development (OICSD) en het gebouw komt te staan in de Radcliffe Observatory Quarter, naast het college. Thans zijn er jaarlijks vijf Indiase onderzoekers en leidinggevenden die beurzen ontvangen.
In 2002 schonk Sonia Gandhi een portret van haar schoonmoeder Indira aan het college. Indira Gandhi zelf ontving in 1971 haar eredoctoraat van Oxford in het college.

## Principals
De huidige principal is barones Janet Royall, voormalig voorzitster van de House of Lords, leider van de Labour Party in de House of Lords en kanselier van het Hertogdom Lancaster.
| Naam                                      | Periode   |
| ----------------------------------------- | --------- |
| Madeleine Shaw-Lefèvre                    | 1879–1889 |
| Agnes Catherine Maitland                  | 1889–1906 |
| Emily Penrose                             | 1906–1926 |
| Margery Fry                               | 1926–1930 |
| Helen Darbishire                          | 1930–1945 |
| Janet Vaughan                             | 1945–1967 |
| Barbara Craig                             | 1967–1980 |
| Daphne Park, Baroness Park of Monmouth    | 1980–1989 |
| Catherine Pestell                         | 1989–1991 |
| Catherine Hughes                          | 1991–1996 |
| Fiona Caldicott                           | 1996–2010 |
| Alice Prochaska                           | 2010–2017 |
| Janet Royall, Baroness Royall of Blaisdon | 2017–nu   |

## Bekende Somervillians
Voor een uitgebreide lijst, zie List of Somerville College, Oxford people (en)

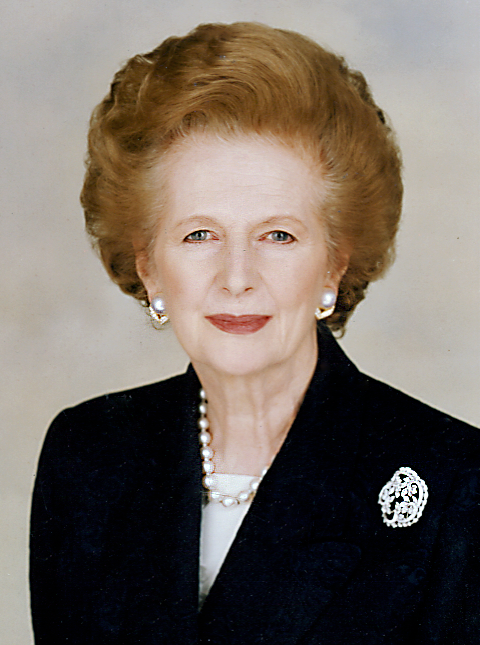
Margaret Thatcher

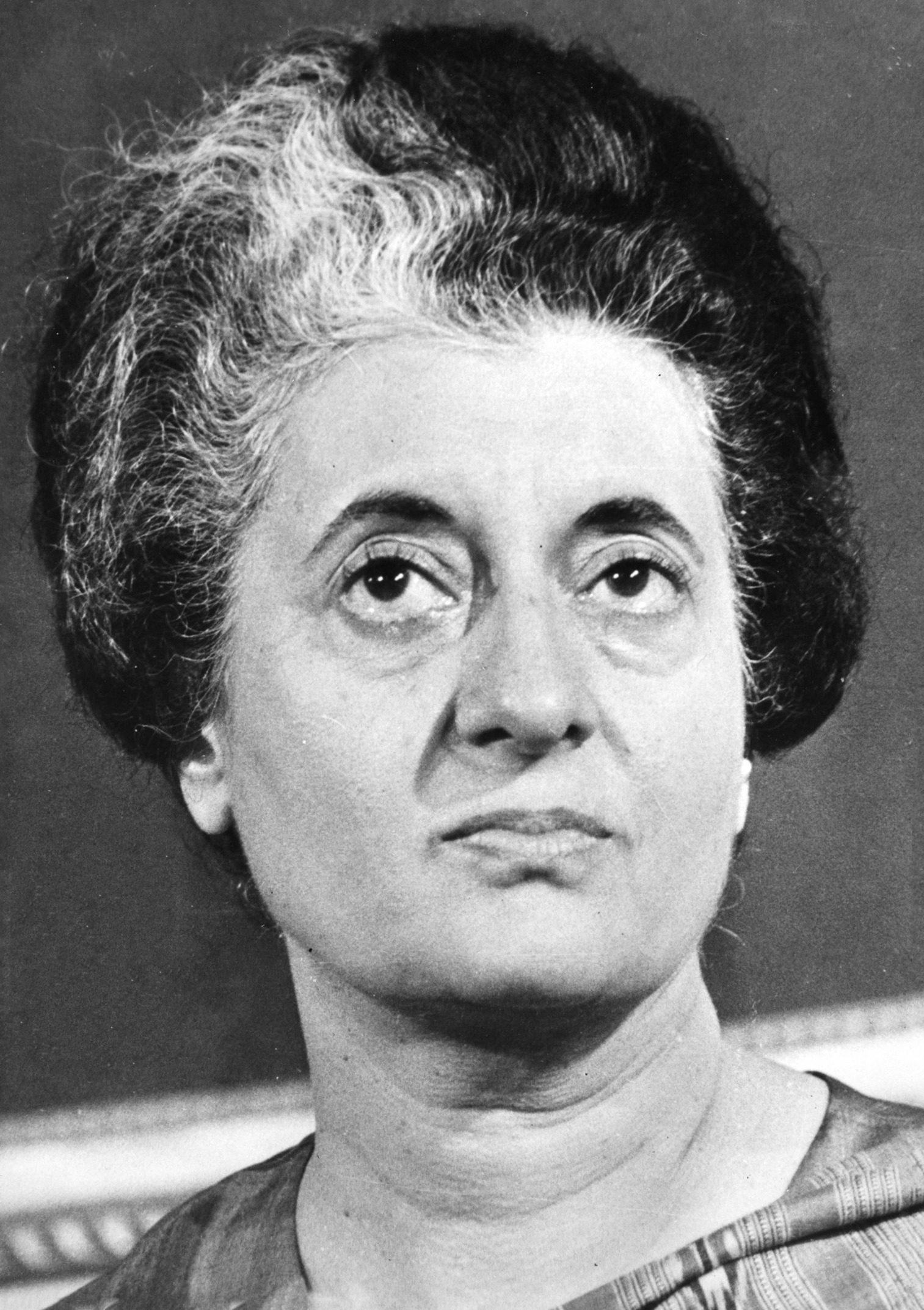
Indira Gandhi

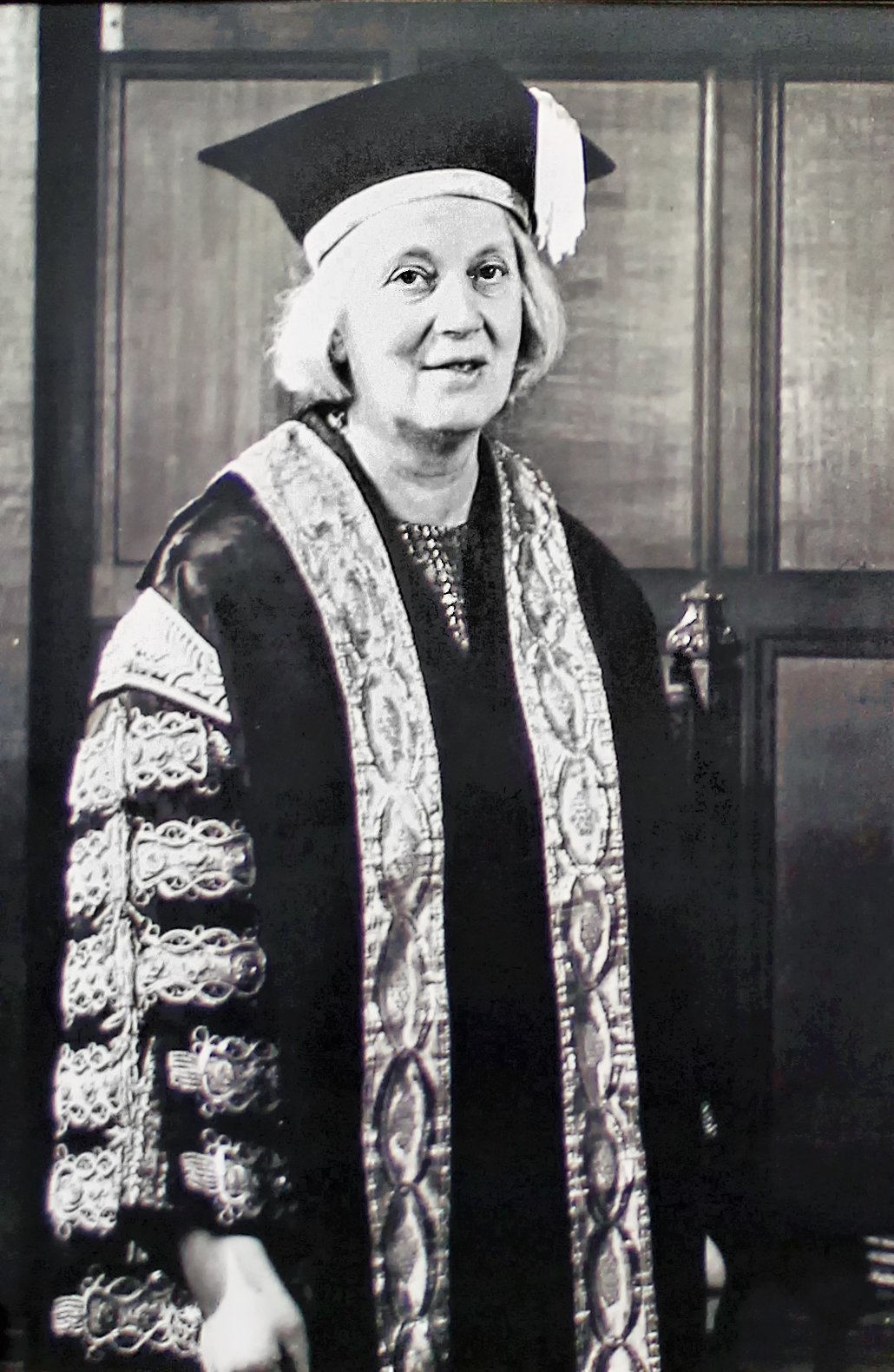
Dorothy Hodgkin

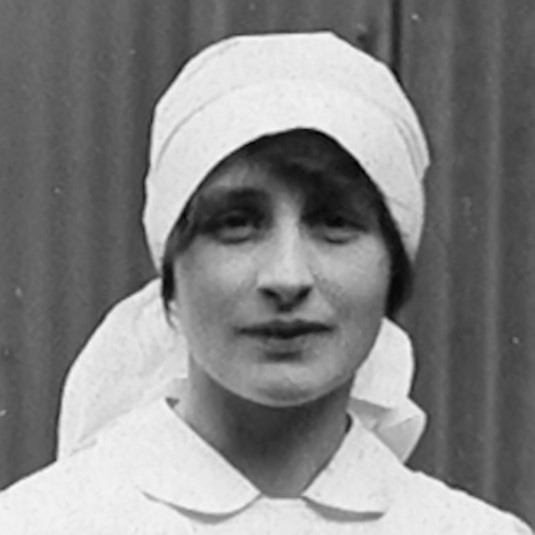
Vera Brittain

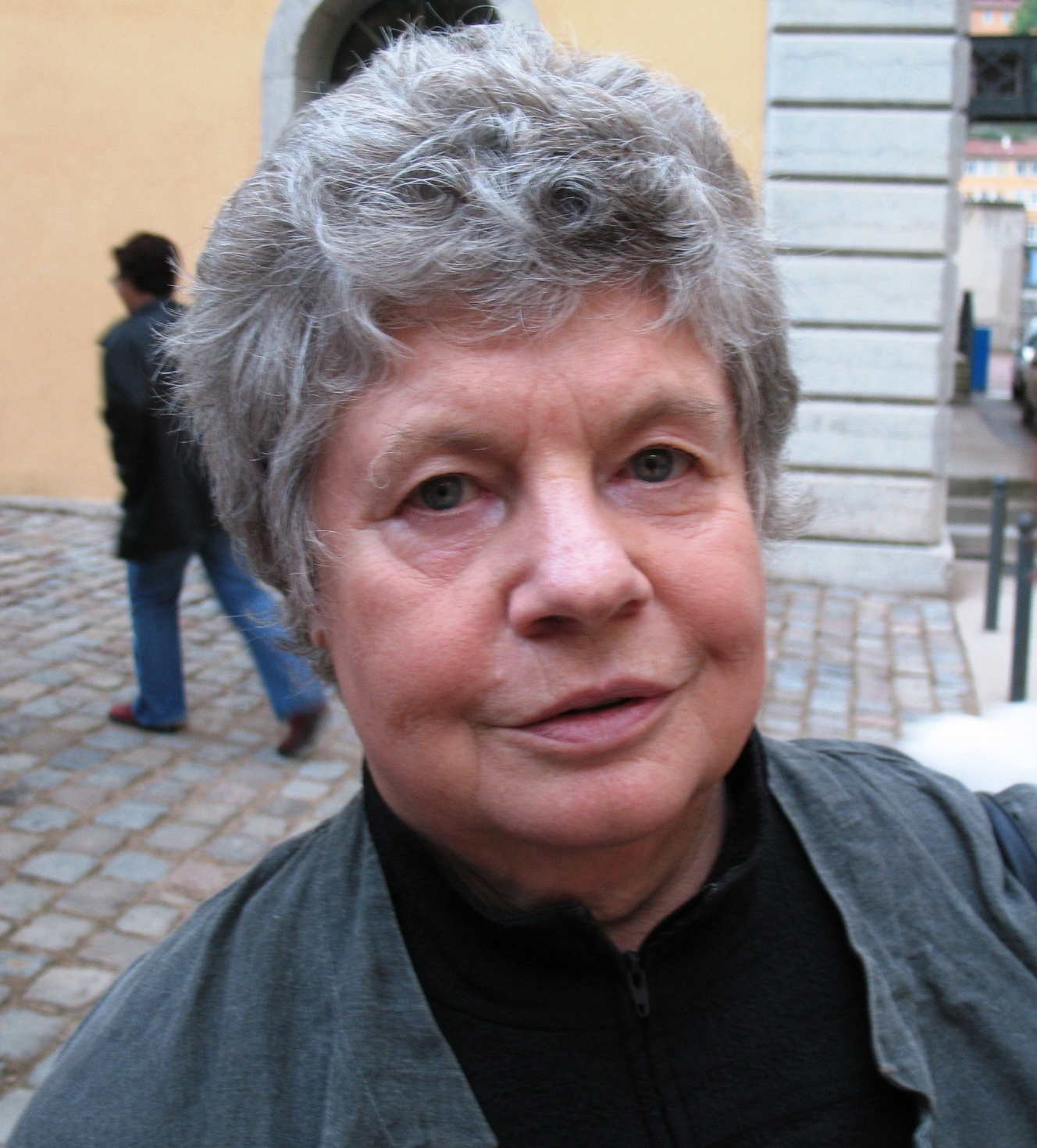
A.S. Byatt

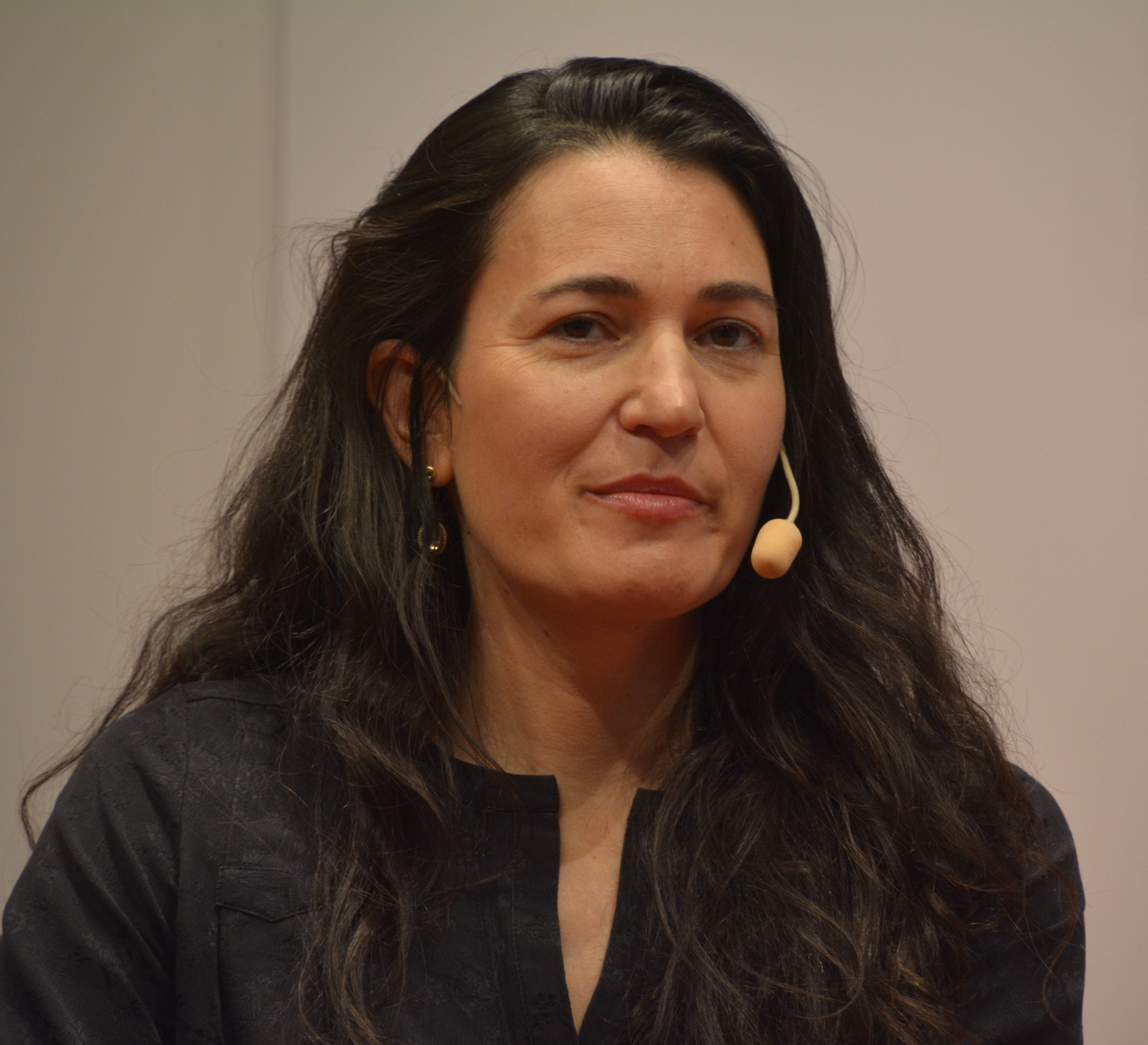
Nicole Krauss

- Manel Abeysekera, eerste vrouwelijke diplomaat van Sri Lanka
- Elizabeth Anscombe, analytisch filosofe, introduceerde de term "consequentialisme"
- Heather Ashton, psychofarmacoloog en arts; vooral bekend vanwege haar standaardwerk over het afbouwen van benzodiazepinen
- Kate Bosse-Griffiths, Duits-Britse egyptologe
- Marjorie Boulton, schrijfster en esperantist
- Vera Brittain, schrijfster, feministe en pacifiste
- A.S. Byatt, schrijfster, winnaar van de Booker Prize en Erasmusprijs, een van The 50 greatest British writers since 1945
- Patricia Churchland, Canadees-Amerikaans filosoof geassocieerd met het eliminatief materialisme
- Constance Coltman, eerste vrouwelijke ingewijde priester van Groot-Brittannië
- Susan Cooper, schrijfster
- Penelope Fitzgerald, schrijfster, winnaar van de Booker Prize, een van The 50 greatest British writers since 1945
- Philippa Foot, filosofe en bedenkster van het bekende trolleyprobleem
- Indira Gandhi, voormalig minister-president van India, gekozen tot "Vrouw van het Millennium" in een poll van de BBC
- Victoria Glendinning, schrijfster
- Luka Grubor, Olympisch kampioen in roeien
- Sam Gyimah, Britse minister van staat van Universities, Science, Research and Innovation
- Dorothy Hodgkin, Nobelprijswinnaar en ontdekker van de structuur van vitamine B12, penicilline en insuline
- Alan Hollinghurst, schrijver
- Margaret Jay, Baroness Jay of Paddington, voormalig Britse minister van staat van Women and Equalities, Lord Privy Seal en voorzitster van de House of Lords
- Carole Jordan, natuurkundige, astrofysicus en astronoom
- Kathleen Kenyon, een van de meest invloedrijke archeologen van de 20e eeuw
- Akua Kuenyehia, Ghanees rechtsgeleerde en een van de drie Afrikaanse vrouwen die ooit rechter waren van het Internationaal Strafhof
- Emma Kirkby, klassieke zangeres
- Nicole Krauss, Amerikaanse schrijfster
- Calam Lynch, televisie- en filmacteur
- Mary Midgley, een van de meest vooraanstaande moraalfilosofen van de 20ste eeuw
- Ottoline Morrell, aristocrate, gastvrouw voor o.a. de Bloomsburygroep; nicht van koningin Elizabeth Bowes-Lyon; wellicht de inspiratiebron voor Lady Chatterley's Lover
- Iris Murdoch, schrijfster en filosofe, winnaar van de Booker Prize, een van The 50 greatest British writers since 1945
- Susan Moller Okin, feministische politieke filosoof en auteur uit Nieuw-Zeeland
- Kathleen Ollerenshaw, wiskundige, hockeyspeelster, politica en onderwijsdeskundige
- Onora O'Neill, filosofe, politica en voormalig voorzitster van de British Academy
- Daphne Park, eerste vrouwelijke officier van de Secret Intelligence Service
- Walter Pater, schrijver, essayist en criticus
- Judith Pollmann, Nederlands historicus
- Rebecca Posner, taalkundige, gespecialiseerd in Romaanse talen
- Catherine Powell, huidige bestuursvoorzitster van Disneyland Paris
- Lucy Powell, politica; Leader of the House of Commons en Lord President of the Council
- Esther Rantzen, journalist en kinderen welvaarts ambassadeur
- Eleanor Rathbone, politica
- Dorothy L. Sayers, auteur van de Lord Peter Wimsey boeken en vertaler van Dante's De goddelijke komedie
- Caroline Series, wiskundige, voorzitster van de London Mathematical Society
- Rose Sidgwick, oprichtster van Graduate Women International
- Prinses Catherine Hilda Duleep Singh, dochter van maharadja Dalip Singh, prinses van het Sikhrijk
- Koningin Raja Zarith Sofiah, huidige koningin van Johor, prinses van Perak, vrouw van sultan Ibrahim Ismail
- Cornelia Sorabji, eerste vrouwelijke Indiase barrister, sociale reformster en schrijfster
- Radhabai Subbarayan, het eerste vrouwelijke lid van de Rajya Sabha (het Indiase hogerhuis)
- Prinses Bamba Sutherland, dochter van maharadja Dalip Singh, laatste prinses van het Sikhrijk
- Margaret Thatcher, Barones Thatcher, voormalig Conservatief eerste minister van het Verenigd Koninkrijk 1979-90
- Anne Treisman, cognitief psycholoog; grondlegger van de kenmerkenintegratietheorie en attenuatietheorie; winnaar van de National Medal of Science
- Shriti Vadera, Baroness Vadera, de eerste vrouwelijke CEO van een grote Britse bank en voormalig Britse minister van staat van Business, Innovation and Skills
- Anne Warburton, de eerste Britse ambassadrice
- Barbara Ward, Baroness Jackson of Lodsworth, econome
- Kevin Warwick, wetenschapper en hoogleraar in de cybernetica
- Shirley Williams, Barones Williams van Crosby, Liberal Democrats politicus, oprichtster van de SDP en dochter van Vera Brittain

Zangeres Kiri Te Kanawa is een honorary fellow. De wiskundige Emmy Noether kreeg ook een fellowship aangeboden.

## In populaire cultuur
- In de film The Amazing Spider-Man 2 (2014), geregisseerd door Marc Webb, kreeg een van de hoofdpersonen, Gwen Stacy, een beurs om medicijnen te studeren aan Somerville.[19] Het wapen van het college werd getoond in een van de scènes.
- De detectiveroman Gaudy Night (Onrust in Oxford) van Dorothy L. Sayers (zelf een van de eerste studenten van Somerville College) speelt zich grotendeels af in het fictieve Shrewsbury College, een verwijzing naar Somerville. De kwestie van vrouweneducatie staat centraal in het plot.
- In de film Iris uit 2001, gebaseerd op het leven van alumna Iris Murdoch, ontmoet Murdoch haar man John Bayley tijdens een diner in Somerville College.
- In de film The Iron Lady onthult de jonge Margaret Thatcher aan haar ouders dat zij is toegelaten aan het college.
- Somerville staat centraal in de film Testament of Youth (2014) (al is hier Merton College gebruikt als filmlocatie aangezien er verbouwingen plaatsvonden in Somerville) en de BBC-serie Testament of Youth (1979), als alma mater van Vera Brittain.
- Somerville College staat model voor St Bride's College in Michaelmas Term at St Brides van Philip Larkin.
- In de Japanse mangaserie Master Keaton, is de hoofdpersoon getrouwd met een wiskundestudente van Somerville College.
- De kat Mephistopheles in Endymion Spring van alumnus Matthew Skelton is gebaseerd op de voormalige collegekat Pogo.[20]

## Galerij

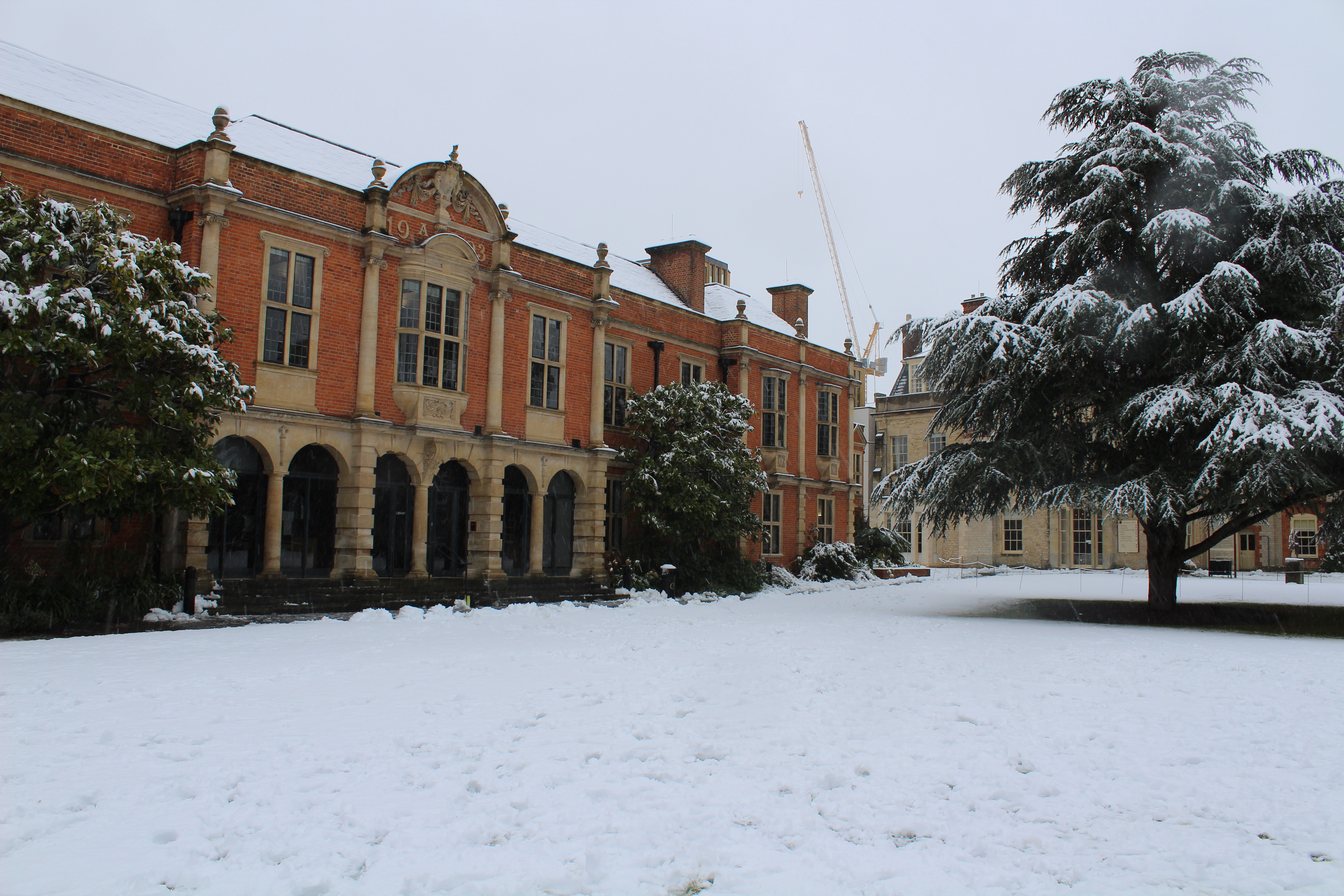
Somerville College Library - buiten
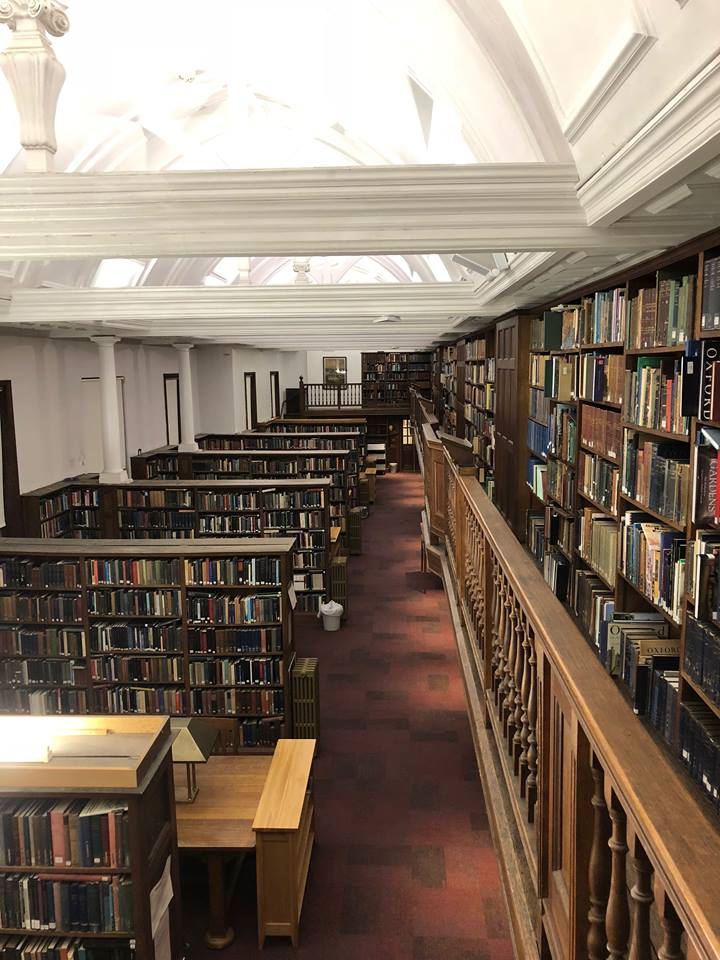
Somerville College Library - binnen
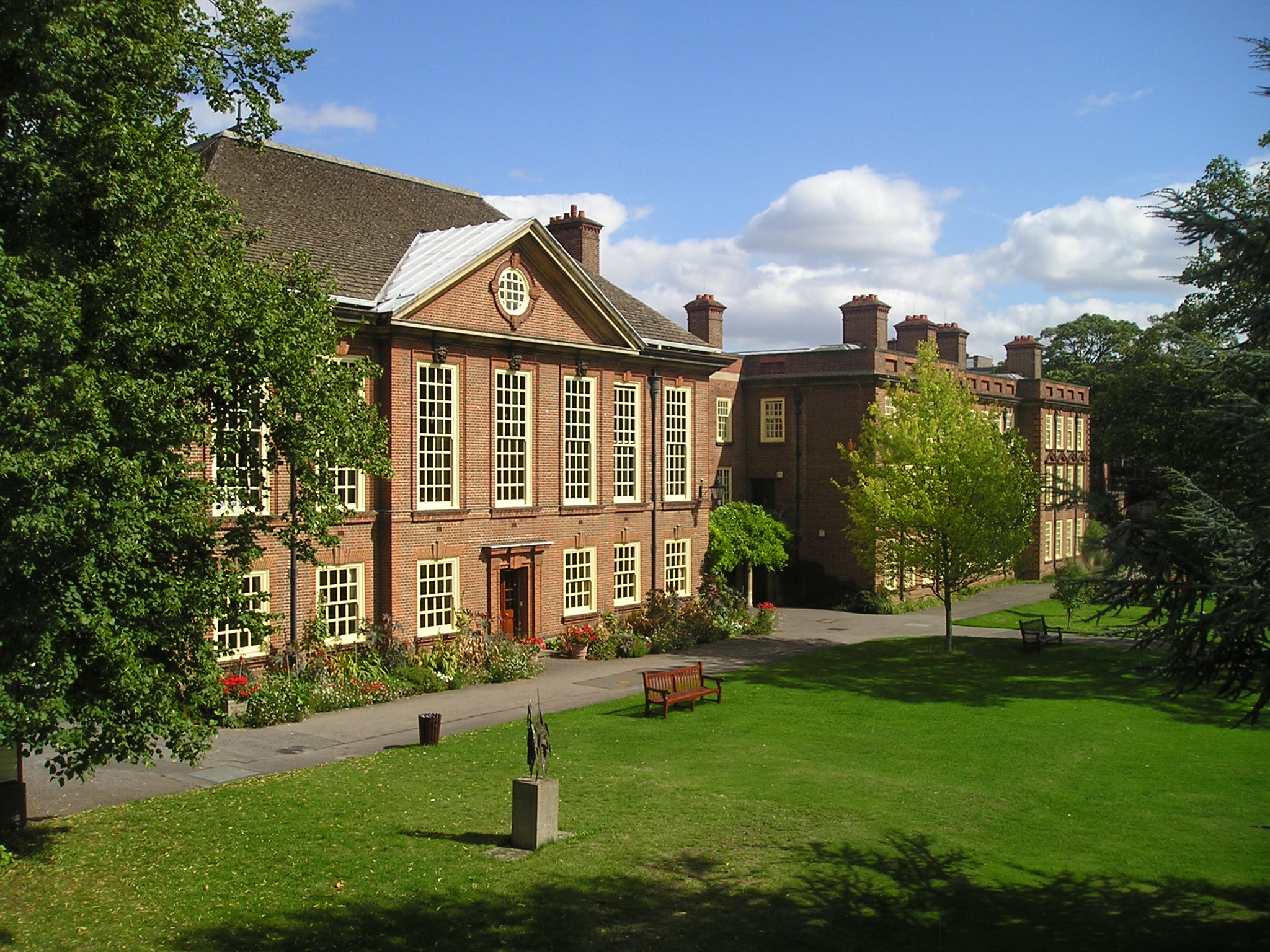
Hall - buiten
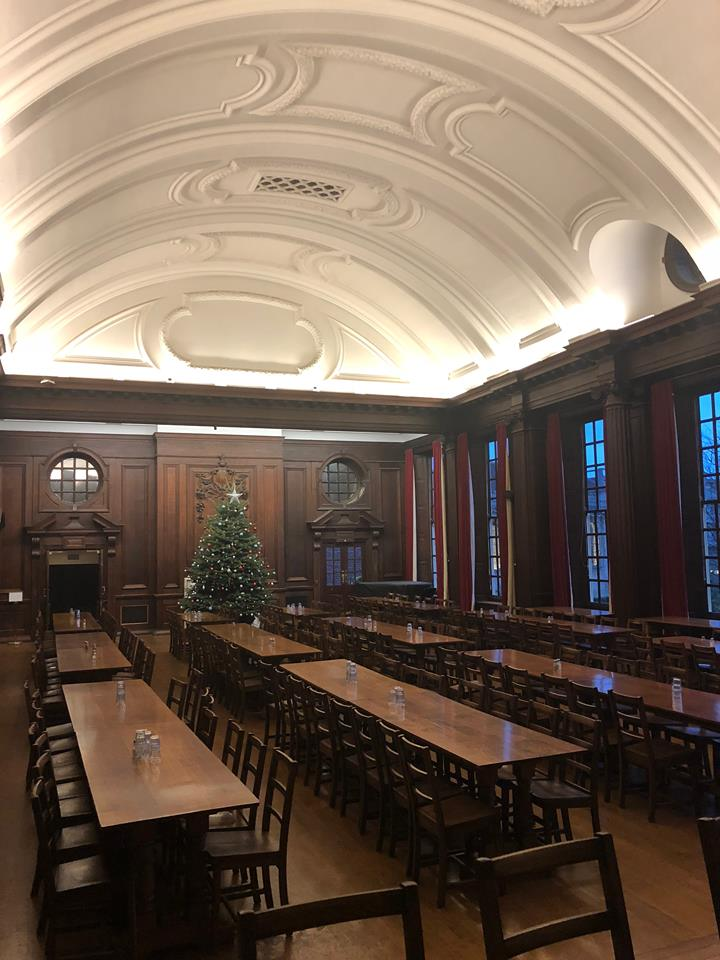
Hall - binnen
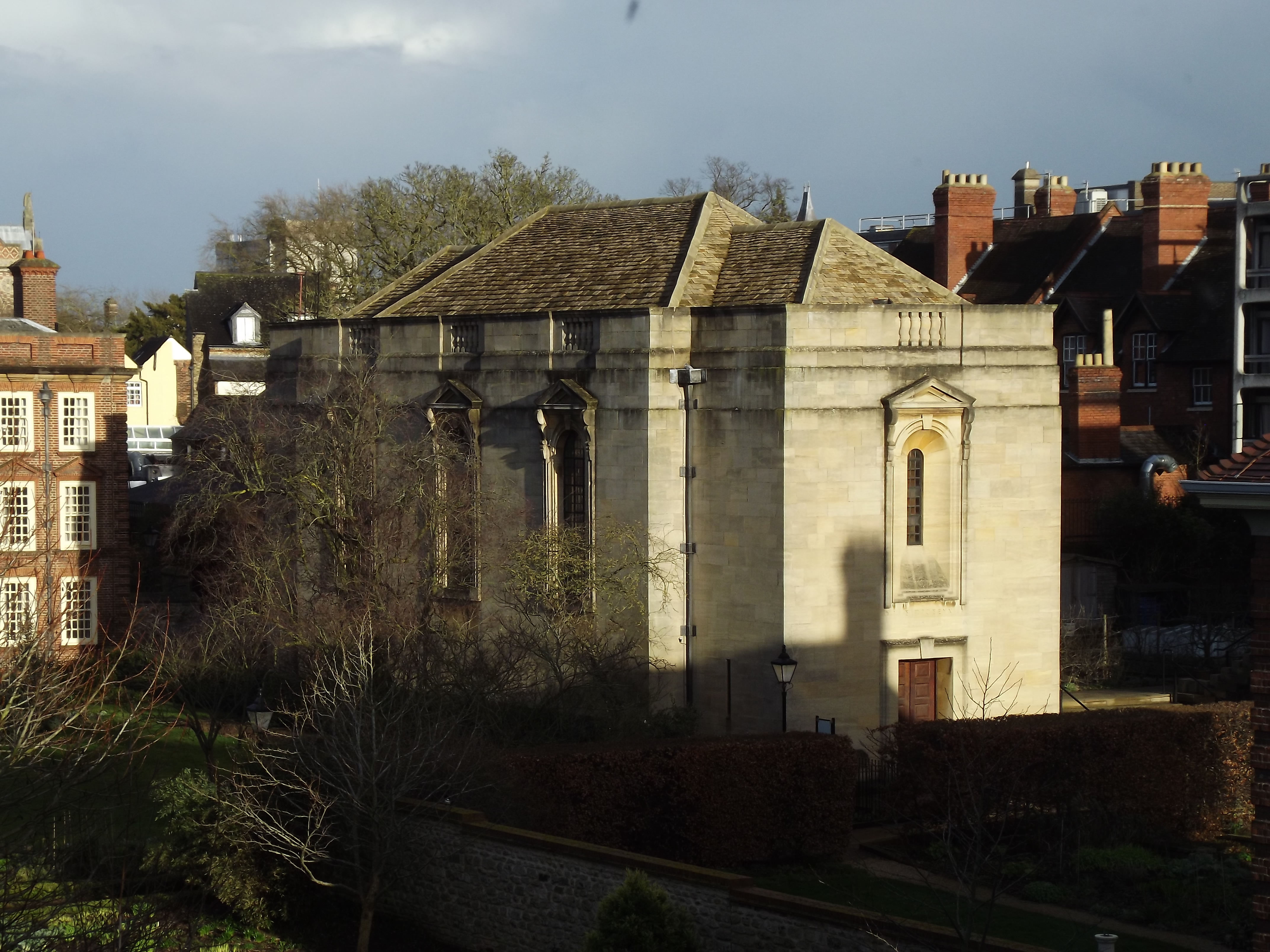
Somerville College Chapel - buiten
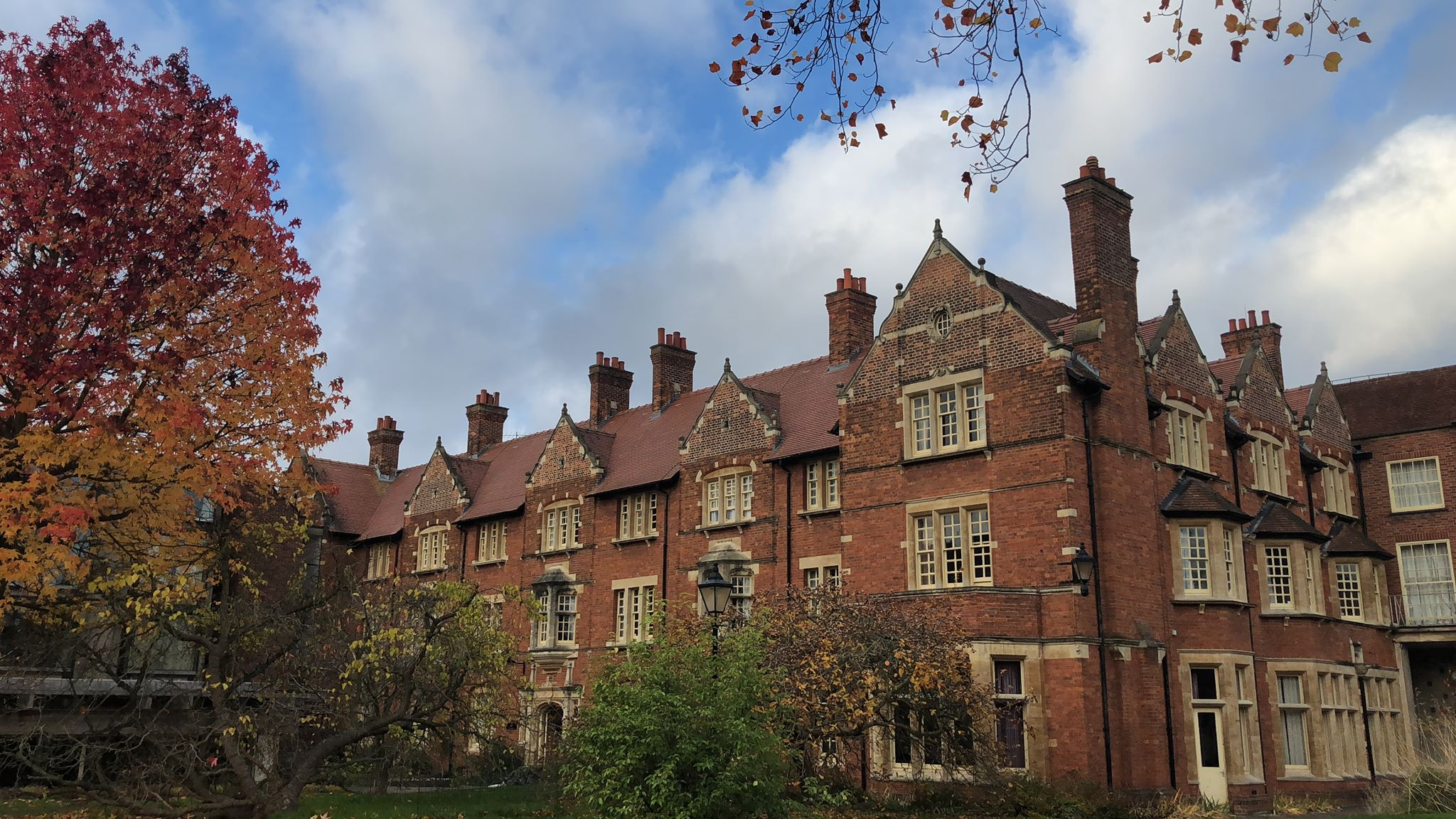
Park Building
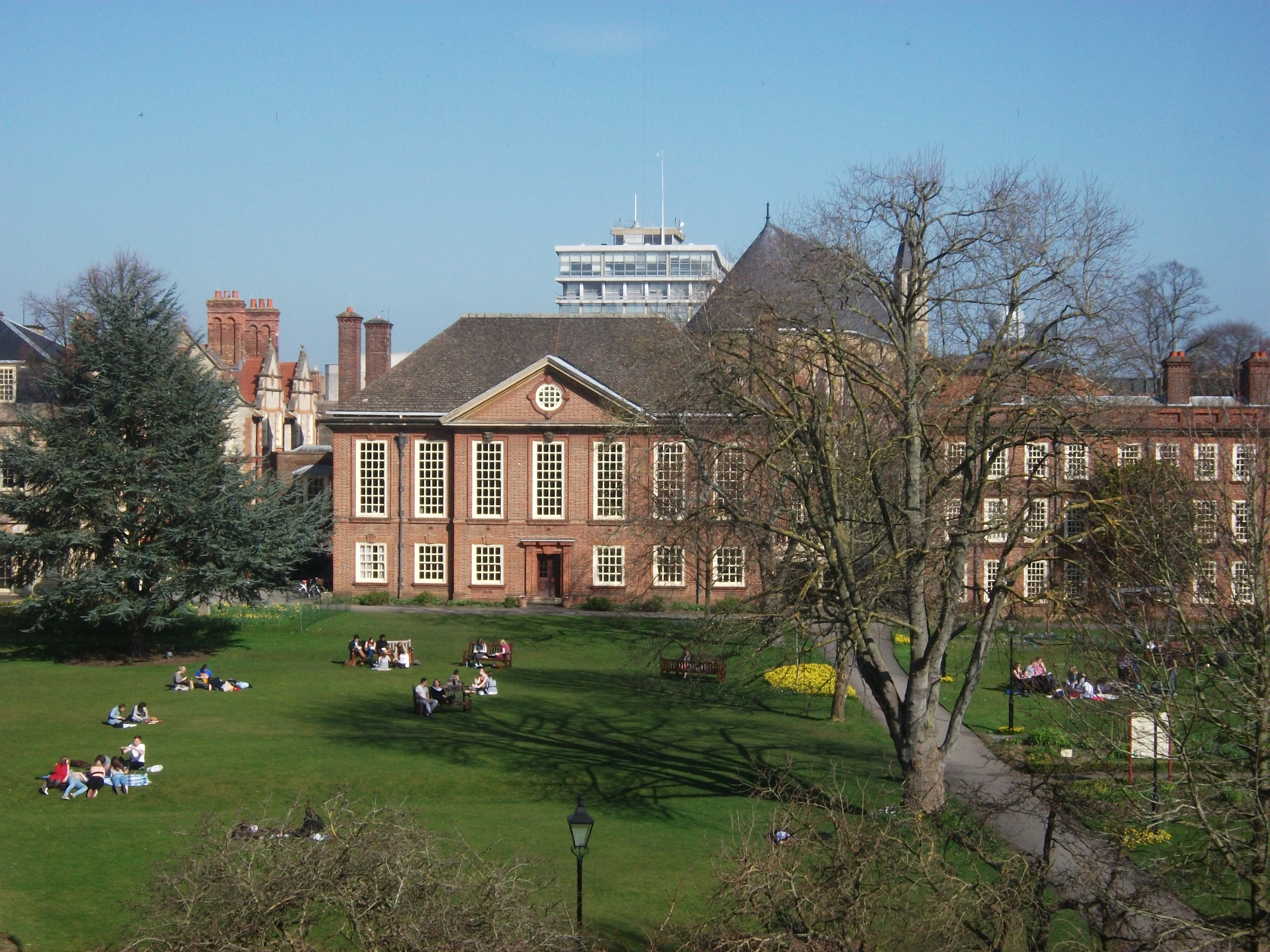
Main Quad